# Вукманович, Светозар
Светозар Вукманович-Темпо (сербохорв. Светозар Вукмановић Темпо / Svetozar Vukmanović-Tempo; (14 августа 1912, Подгор — 6 декабря 2000, Режевичи) — югославский и черногорский государственный деятель, один из руководителей партизанского движения в Югославии, генерал-лейтенант Югославской народной армии. Народный герой Югославии.

## Биография

### Ранние годы
Родился 3 августа 1912 в местечке Подгор в семье шахтёра. Черногорец по национальности. Родители — Никола Вукманович и Мария Вукманович (урождённая Пейович). В семье были ещё трое детей: сыновья Джуро и Лука и сестра Милица. Отец некоторое время работал в США, а затем занялся земледелием. После создания Королевства Югославия отец не принял новую власть и ушёл в подполье, позднее был пойман и осуждён на два года тюрьмы.
Светозар окончил начальную школу с отличием, а затем, против родительской воли, со старшим братом поступил в гимназию в Цетине. Состоял в литературном кружке, в восьмом классе стал руководителем кружка. В 1931 году окончил гимназию и со своим сводным братом Бранко прибыл в Белград, где поступил в Белградский университет на факультет права. Окончил его в 1935 году.

### Студенческие годы
Старший брат Джуро, который учился в Париже на философском факультете, был первым, кто рассказал Светозару о Советском Союзе и идеологии коммунизма. Джуро установил связь с коммунистами и вступил во Французскую коммунистическую партию (в 1927 году в Италии он серьёзно заболел, вернулся домой и скоропостижно скончался). Желая продолжить дело брата, Светозар и Бранко (сводный брат) самостоятельно стали добывать советскую литературу и иные труды о марксизме. В партию Светозар не торопился вступать, поскольку та работала в очень тяжёлых условиях, часто её руководителей арестовывали и сажали в тюрьмы, да и сама деятельность партии не была активной. Только после поступления в университет Светозар вступил активно в революционное студенческое движение.
В ноябре 1931 года Вукманович принял участие в демонстрации студентов, за что был исключён из студенческого совета. Некоторое время вынужден был учиться индивидуально, проживал на квартире у Джуро Стругара, своего знакомого. Сводный брат Бранко и друг по гимназии Бранко Драшкович вместе со Светозаром в 1933 году вступили в Коммунистическую партию. Вместе с ним в Партию вступили ряд других одноклассников из гимназии: Новица Уличевич, Димитрие Живанович, Ратомир Попович, Бранко Машанович и тот же Джуро Стругар. С ноября 1934 года Светозар стал организатором молодёжного студенческого движения. С 1933 по 1935 годы подавляющее большинство протестов в Белградском университете были организованы и Вукмановичем.
В апреле 1934 года Светозар впервые был арестован и провёл 8 дней в белградской главной тюрьме. В феврале 1935 года он опять был арестован, когда протестовал против ссылки студентов в концентрационный лагерь в Вышеграде, куда сам и угодил. Там он пробыл с 4 февраля по 20 марта 1935, пока лагерь не закрыли под давлением членов демократических партий. В июне 1935 года Светозар официально защитил диплом и окончил университет.

### Довоенная партийная деятельность
По распоряжению партии Светозар был отправлен в Черногорию для формирования новых ячеек партии и активной пропаганды. Так, он работал в Черногорском Приморье в сёлах от Будвы до Петроваца. Вместе с Николой Джоновичем, послом от Объединённой оппозиции против эксплуататоров, организовал народный сбор с целью протеста против эксплуататоров летом 1935 года. На сборе Светозар зачитал речь от имени рабочих, после сбора его арестовала полиция и отправила на несколько дней в тюрьму в Цетине. Осенью 1935 года он снова прибыл в Белград, где ещё до призыва в армию работал с Углешо Даниловичем в городском комитете Союза коммунистической молодёжи Югославии. Поскольку его брат Лука был арестован за связи с компартией, получать материальную помощь Светозар был вынужден от друга Ника Вучковича. Будучи членом городского комитета СКМЮ в Белграде, он продолжил работу со студентами. После того, как ячейка была раскрыта, его снова бросили в главную белградскую тюрьму, а затем перевели в тюрьму на Аде Циганлие.
В полицейских документах Светозар фигурировал как коммунист, что автоматически лишало его права проходить воинскую службу в школе офицеров запаса, хотя он был дипломированным юристом. Ему пришлось проходить службу в обычных регулярных войсках: сначала в Суботице, а затем в Притшине. В середине 1936 года в Черногории прогремел ещё один партийный провал, Светозара демобилизовали из армии и отправили в тюрьму в Сараево. В течение пребывания в тюрьме с Павлом Ковачичем Светозар активно боролся за улучшение условий обращения с заключёнными. Но в Черногории продолжались массовые аресты коммунистов, поэтому Светозар не только не добился своей цели, но ещё и предстал перед Государственным судом по защите государства. К его же счастью, суд оправдал его, а время, проведённое в тюрьме, было засчитано ему как время службы в армии. В середине 1937 года Светозар был окончательно демобилизован из армии.
Некоторое время он провёл в родном селе, а затем проживал в Петровце на море. Одной из определяющих дальнейшую судьбу Вукмановича стала встреча с Блажо Орландичем, членом Краевого комитета Компартии Югославии в Черногории, которого Светозар знал давно (тот тоже пострадал после раскрытия партийных ячеек в 1936 году). По предложению секретаря комитета Йована Мариновича направился в Никшич, где устроился работать у адвоката Гойко Гарчевича, поддерживавшего КПЮ. В Никшиче Вукманович находился до начала 1938 года, после чего вернулся в Белград. Там по совету Бориши Ковачевича он стал работать помощником адвоката Джуровича и вошёл в объединение адвокатов. Политикой тогда Светозар не занимался активно, но при этом всё-таки попался в руки полиции, когда она обнаружила у него билет члена партии. Он подвергался активным пыткам, но молчал и не выдавал никого. Допрос проводили агенты полиции Светозар Вукович и Джордже Космаяц. Светозар устроил 10-дневную голодовку в знак протеста, после чего его опять отправили на Суд по защите государства, переведя в тюрьму на Аде Циганлие. И там снова Вукманович был оправдан.
Вскоре Светозар вошёл в состав Белградского горкома Компартии Югославии, в июне 1939 года был избран в Краевой комитет Компартии Югославии в Сербии. По заданию партии он вёл работу по созданию ячеек в Сербии и Македонии, а также занимался технической стороной, печатая листовки и копируя литературу. Весь напечатанный им агитпроп распространялся по всей Югославии. В августе 1939 года он прибыл в Македонию как инструктор партии, летом 1940 года на правах партийного инструктора Сербии совершил путешествие по городам страны (Ниш, Заечар, шахты разных городов Сербии). В июне 1940 года его избрали в краевой комитет на V съезде партии. В октябре 1940 года Светозар был избран в Центральный комитет КПЮ и уже на правах его члена прибыл в Македонию на съезд Краевого комитета КПЮ в Македонии. Именно тогда он получил партийное прозвище «Темпо» благодаря способности выполнять задания партии в короткие сроки.

### В годы войны
Светозар Вукманович был одним из организаторов протестов в Белграде 27 марта 1941, вызванных решением регента Павле подписать пакт с Германией и Италией. В апреле 1941 года Германия объявила войну Югославии и разгромила за считанные дни югославскую королевскую армию. Вукманович не признал капитуляцию и призвал оказать всё возможное сопротивление немецким, итальянским и хорватским оккупантам. 4 июля 1941 в Дедине состоялось заседание Политбюро ЦК КПЮ, на котором было принято решение о начале тотальной партизанской войны. Вукмановичу предстояло выполнять самые разнообразные военные и политические задания. Будучи делегатом Главного штаба НОАЮ и находясь в непосредственном подчинении Иосипу Брозу Тито, Светозар был отправлен в Боснию и Герцеговину: там 13 июля 1941 прошло совещание Краевого комитета КПЮ в Боснии и Герцеговине, на котором была принята директива о начале народно-освободительной войны. Вукманович занялся решением организационных вопросов по поводу оказания вооружённого сопротивления.
26 сентября 1941 Вукманович был назначен командиром Главного штаба народно-освободительных партизанских отрядов Боснии и Герцеговины, а затем вошёл в Верховный штаб НОАЮ. До 1942 года он оставался в Боснии и Герцеговине, после чего в начале 1943 года как уполномоченный ЦК КПЮ был отправлен в Македонию. Там он стал создавать один за другим партизанские отряды, поставлять оружие и организовывать связи между отрядами, а 19 марта 1943 с его подачи был образован ЦК Компартии Македонии. Освободительное движение в Македонии, Косово и Метохии и на юге Сербии к 1944 году обрело массовый характер: именно с подачи Вукмановича начались формирования дивизий и корпусов. В Греции и Албании Вукманович также вышел на связь с партизанами, установил сообщение с Болгарской коммунистической партией, тем самым объединив сразу несколько государств Балкан с целью борьбы против фашистских и нацистских оккупантов. В Албании Светозар стал известен благодаря тому, что оказывал давление на албанских коммунистов, требуя от них немедленно разорвать соглашение о временном союзе с националистами из организации «Балли Комбетар».
По возвращении в Сербию Вукманович передал командованию сербскими коммунистическими партизанскими отрядами директиву Тито о необходимости усиления борьбы с подконтрольными эмигрантскому правительству отрядами четников Драже Михайловича. В середине 1944 года Темпо на самолёте совершил перелёт в итальянский Бари, оттуда прибыл на остров Вис, где доложил Политбюро ЦК КПЮ и Верховному штабу НОАЮ об успешном выполнении всех заданий. До ноября 1944 года он пребывал в Македонии, а затем вернулся в освобождённый Белград. Из армии он окончательно демобилизовался уже в звании генерал-полковника.

### Политическая деятельность после войны
После войны Светозар Вукманович стал руководителем Главного политического управления Югославской народной армии и заместителем Министра обороны маршала Тито (с 1944 по 1948 годы). Он же создал спортивное общество «Партизан» и сам выбрал для него название. Позднее Вукманович исполнял следующие обязанности в Правительстве:
- министр горного дела
- глава Совета по энергетике и добывающей промышленности
- глава Совета по промышленности

С 1953 года он возглавлял Экономический совет и был заместителем председателя Союзного исполнительного вече с 1954 по 1958 годы. Состоял в Исполнительном комитете Объединения ветеранов Народно-освободительной войны Югославии. Был председателем Центрального вече Союза синдикатов Югославии с 1958 по 1967 годы. Состоял в Совете Народной обороны, Совете Федерации и Исполнительном комитете Социалистического союза трудового народа Югославии (после смерти Джуро Бакая). С 1945 по 1969 годы — депутат Союзной скупщины. С июня 1948 года член ЦК КПЮ, с 1952 года член Исполкома ЦК КПЮ, с октября 1966 года член Президиума ЦК СКЮ. До IX съезда партии член ЦК СКЮ.
Неоднократно Вукманович в должности главы Союза синдикатов наносил визиты в СССР: первый визит он нанёс зимой 1959 года с семьёй, отдыхая в Подмосковье. Во время одного из своих визитов Вукманович подал прошение о принятии в ЦК КПСС, которое было удовлетворено.

### Опала и конец жизни
Будучи в должности председателя Союза синдикатов Югославии, однажды в интервью на телевидении Вукманович говорил о бедственном положении рабочих. Будучи на грани нервного срыва, он неожиданно заявил, что рабочие должны устроить хорошую забастовку с целью поднятия уровня жизни. В других социалистических государствах забастовка не могла иметь под собой никакой разумной почвы, поскольку это были государства рабочего народа. Тито обвинил Вукмановича в клевете на партию, попытке разжечь мятеж и в наказание изгнал его почти со всех постов. В 1970 году Вукманович вынужден был окончательно удалиться из политики и начал писать мемуары. В своих мемуарах Вукманович упомянул свой последний разговор с Тито, когда тот не только не хотел выслушивать объяснения Вукмановича по поводу забастовок, но и заставлял его выполнять все малейшие прихоти — даже поднимать выпавшие из рук Тито вещи. Тогда Иосипу Брозу было почти 80 лет: по словам Вукмановича, тот был в окружении «подхалимов и лакеев», но власть молодым не желал передавать.
В 1971 году он написал книгу «Революция, которая течёт» (серб. Револуција која тече), что стало первым крупным трудом Вукмановича. В 1986 году Светозар вышел из тени, встретившись с музыкантом Гораном Бреговичем из группы «Bijelo Dugme». Брегович вместе с Вукмановичем исполнили старую песню «Падай, сила и неправда» (сербохорв. Падај сило и неправдо / Padaj silo i nepravdo), которая стала прологом к новому альбому «Плюнь и пой, моя Югославия» (серб. Пљуни и запјевај моја Југославијо). Ту же песню вместе с Вукмановичем и Бреговичем исполнял хор детского дома имени Любицы Ивезич в Сараево.
Помимо песен, ещё одним увлечением Светозара была живопись: в его доме была большая коллекция ценных картин.
6 декабря 2000 Светозар Вукманович скоропостижно скончался в деревне Режевичи близ Петровца. По собственной воле он был похоронен в Подгоре, рядом с могилой своего брата Луки.
Он был кавалером множества орденов и медалей, в том числе и Ордена Народного героя Югославии, которым был награждён 20 декабря 1951, а также советского Ордена Кутузова I степени.

## Труды и мемуары
- Како и зашто је народноослободилачки покрет Грчке поражен. — Београд, 1950.
- Привредни развој и социјалистичка изградња (1948—1958). — Београд, 1964.
- Актуелни проблеми интеграције. — Београд, 1965.
- Мемоари — Револуција која тече 1—3. — Београд, 1971.
- Mein Weg mit Tito. Ein Revolutionär erinnert sich. — München, 1972.
- Борба за Балкан. — Загреб, 1981.
- Мемоари — Револуција која тече 4—7. — Београд, 1985.
- Да ли су четници Драже Михаиловића фашистички или антифашистички или само колаборационалистички покрет. — Београд, 1990.
- Писма из Режевића. — Цетиње, 1992.

### На сербохорватском
- Светозар Вукмановић. Мемоари Револуција која тече. «Комунист», Београд 1971. година
- Енциклопедија Југославије (књига осма). «Југословенски лексикографски завод», Загреб 1971. година.
- Војна енциклопедија (књига десета). Београд 1975. година.
- «Народни хероји Југославије». Београд: Младост. 1975.
- Миломир Марић Деца комунизма. «Младост», Београд 1987. година.

### На английском
- Pavlowitch, Stevan K. (2008). Hitler’s new disorder: the Second World War in Yugoslavia. Columbia University Press. ISBN 978-0-231-70050-4.

### На русском
- Залесский К. А. Кто был кто во второй мировой войне. Союзники СССР. — М., 2004.
- В. В. Гришин. Катастрофа: от Хрущева до Горбачева. — М.: Алгоритм : Эксмо, 2010.